# Euseius pafuriensis
Euseius pafuriensis är en spindeldjursart som först beskrevs av van der Merwe 1968.  Euseius pafuriensis ingår i släktet Euseius och familjen Phytoseiidae. Inga underarter finns listade i Catalogue of Life.